# Norbert Ehring
| Odkryte planetoidy: 5 | Odkryte planetoidy: 5 |
| --------------------- | --------------------- |
| (14632) Flensburg     | 11 listopada 1998     |
| (14965) Bonk          | 24 maja 1997          |
| (15918) Thereluzia    | 27 października 1997  |
| (58679) Brenig        | 1 stycznia 1998       |
| (192686) Aljuroma     | 15 października 1999  |

Norbert Ehring (ur. ok. 1937 we Flensburgu) – niemiecki astronom amator. Pracował zawodowo jako kontroler ruchu lotniczego. Obserwacje prowadzi ze swojego przydomowego obserwatorium astronomicznego w Bornheim.
W latach 1997–1999 odkrył 5 planetoid. Planetoidę (14632) Flensburg nazwał na cześć swojego rodzinnego miasta, w którym mieszkał przez ponad 20 lat, (15918) Thereluzia nazwał na cześć swojej żony, a (192686) Aljuroma na cześć swoich wnuków.